# مايلا (أين)
مايلا (بالفرنسية: Maillat)‏ هي بلدية فرنسية تقع في إقليم الأين في فرنسا. رمز إنسي لها هو:1228. أما الرمز البريدي لها فهو: 1430.